# Województwo lubelskie (1793)

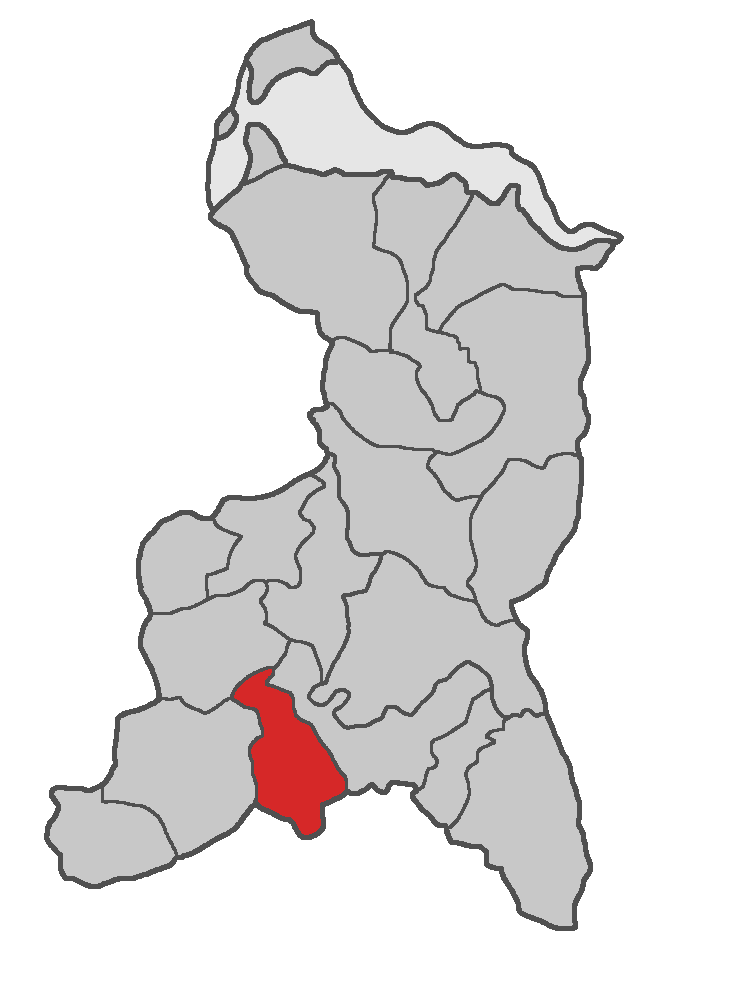
Województwo lubelskie na tle województw utworzonych na sejmie grodzieńskim

Województwo lubelskie zostało utworzone na sejmie grodzieńskim 23 listopada 1793 r. z województwa lubelskiego z częścią powiatu krasnostawskiego leżącą na lewym brzegu rzeki Wieprz i ziemią łukowską. Nie zostało w pełni zorganizowane w związku z rozpoczęciem insurekcji kościuszkowskiej. Województwo miało mieć w Sejmie dwóch senatorów (wojewodę i kasztelana) i sześciu posłów wybieranych na cztery lata (po dwóch z każdej ziemi). Miało wybierać po: 6 sędziów ziemskich, 6 komorników ziemskich, 1 pisarza sądowego ziemskiego, 9 komisarzy porządkowych, 1 regenta aktowego z każdej ziemi. Sejmiki miały odbywać się w kościele pojezuickim w Lublinie.
Województwo dzieliło się na trzy ziemie:
- lubelską
- stężycką
- krasnostawską

Dokładnego podziału województwa na ziemie (powiaty) mieli dokonać obywatele za aprobatą Rady Nieustającej.